# Komlós Andrea
Komlós Andrea (Budapest, 1986. november 26. –) labdarúgó, hátvéd.

## Pályafutása
2004-ben az MTK csapatában kezdte a labdarúgást. Majd játszott az Íris SC és a Honvéd csapataiban, de 2008-ban visszatért az MTK-hoz, ahol bajnoki ezüstérmet szerzett a csapattal. 2009 tavaszán kölcsönben a Pécsi VSK együttesében játszott. 2010 februárjában a Taksony SE csapatához. 2011 nyarán az újonnan alakult Astra Hungary FC labdarúgója lett.

## Sikerei, díjai
- Magyar bajnokság
  - 2.: 2008–09, 2012–13